# Мленеуць
Мленеуць, Мленеуці (рум. Mlenăuți) — село у повіті Ботошані в Румунії. Входить до складу комуни Худешть.
Село розташоване на відстані 411 км на північ від Бухареста, 44 км на північ від Ботошань, 136 км на північний захід від Ясс.

## Населення
За даними перепису населення 2002 року у селі проживали 1325 осіб, усі — румуни. Усі жителі села рідною мовою назвали румунську.